# 本気がいっぱい
「本気がいっぱい」（ほんきがいっぱい）は、V6の6枚目のシングル。1997年4月3日にavex traxから発売された。5作連続のオリコンシングルチャート1位を獲得。

## 収録曲
1. 本気がいっぱい [3:51]
作詞：Lucy E
作曲：Eddy Blues
編曲：上野圭市
  - ケンタッキーフライドチキン「ドラムキッズ」CMソング

作曲者のEddy Bluesとは、織田哲郎の別名である[1]。
2. KISS YOU, KISS ME [4:23] - Coming Century
作詞：永岡昌憲
作曲・編曲：星野靖彦
3. 本気がいっぱい（カラオケ）
4. KISS YOU, KISS ME（カラオケ）

## 収録アルバム
- NATURE RHYTHM（#1）
  - アルバムバージョンを収録。
- Very best（#1）
- SUPER Very best（#1）

## 映像作品
- SPACE -from V6 Live Tour'98- （#1）
- Film V6 actII〜CLIPS and more （#1）
- VERY HAPPY!!! （#1,2）
- LIV6 （#1）
- LOVE&LIFE 〜V6 SUMMER SPECIAL DREAM LIVE 2003〜 （#1）
- 10th Anniversary CONCERT TOUR 2005 "musicmind"（#1）
- V6 LIVE TOUR 2008 VIBES（#1）
- 20th Century LIVE TOUR 2009 HONEY HONEY HONEY/We are Coming Century Boys LIVE Tour 2009 （#2）
- V6 ASIA TOUR 2010 in JAPAN READY?（#1）
- V6 live tour 2011 Sexy.Honey.Bunny! （#1）
- V6 LIVE TOUR 2015 -SINCE 1995〜FOREVER- （#1）
- LIVE TOUR 2017 The ONES（#1）
- LIVE TOUR V6 groove（#1）